# Mario & Luigi: Dream Team Bros.
Mario & Luigi: Dream Team Bros., känt som Mario & Luigi: Dream Team i Nordamerika och Mario & Luigi RPG 4: Dream Adventure (マリオ&ルイージRPG4 ドリームアドベンチャー Mario ando Ruīji Aru Pī Jī Fō: Dorīmu Adobenchā?) i Japan, är ett datorrollspel som utvecklades av Alpha Dream och Good-Feel, och släpptes av Nintendo till Nintendo 3DS i juli 2013 i Europa, Australien och Japan, och i augusti i Nordamerika.
Spelet är den fjärde delen i Mario & Luigi-serien.